# Hans Ehelolf
Hans Ehelolf (Hanóver, 30 de julio de 1881 - Berlín, 29 de mayo de 1939) fue un orientalista e hititólogo alemán.

## Publicaciones
- Zusammen mit B. Landsberger: Der altasyrische Kalender in ZDMG 74. S. 216ff.
- Ein altassyrisches Rechtsbuch. 1922.
- Wettlauf und Spiel im hethitischen Ritual. in: Sitzungsberichte der preussischen Akademie der Wissenschaften. 1925.
- Zusammen mit F. Sommer: Das hethitische Ritual der Papanikri von Komana. Boghazköi-Studien 10, 1924.